# Эпидендровые (триба)
Эпидендровые (лат. Epidendreae) — триба подсемейства Эпидендровые семейства Орхидные.

## Подтрибы и роды
- Подтриба: Adrorhizinae
  - Роды: Adrorhizon — Hederorkis — Imerinaea — Neobenthamia — Sirhookera
- Подтриба: Arpophyllinae
  - Роды: Arpophyllum
- Подтриба: Glomerinae
  - Роды: Aglossorhyncha — Agrostophyllum — Earina — Glomera — Glossorhyncha — Ischnocentrum — Sepalosiphon
- Подтриба: Laeliinae
  - Симбиоз: Isochilus
    - Роды: Hexadesmia — Hexisea — Isochilus — Scaphyglottis 

  - Симбиоз: Cattleya
    - Роды: Brassavola — Broughtonia — Cattleya — Cattleyopsis — Encyclia — Guarianthe — Laelia — Prosthechea -Rhyncholaelia — Myrmecophila — Sophronitis

  - Симбиоз: Barkeria
    - Роды: Barkeria — Caularthron

  - Симбиоз: Epidendrum
    - Роды: Amblostoma — Diacrium — Epidendrum

  - Симбиоз: Leptotes
    - Роды: Leptotes

  - Симбиоз: Neocogniauxia
    - Роды: Neocogniauxia 

  - Симбиоз: Laeliinae — не определены
    - Роды: Acrorchis — Alamania — Artorima — Basiphyllaea — Bothriochilus — Constantia — Dilomilis — Dimerandra — Diothonea — Domingoa — Epidanthus — Hagsatera — Helleriella — Homalopetalum — Isabelia — Jacquiniella — Laeliopsis — Lanium — Loefgrenianthus — Nageliella — Neolauchea — Neowilliamsia — Nidema — Oerstedella — Orleanesia — Pinelia — Platyglottis — Ponera — Pseudolaelia — Psychilis — Quisqueya — Reichenbachanthus — Schomburgkia — Sophronitella — Tetramicra

  - Симбиоз: Laeliinae — гибриды
    - Роды: Brassocattleya — Brassoepidendrum — Brassolaeliocattleya — Cattleytonia — Epicattleya — Epilaeliocattleya — Hawkinsara — Laeliocatonia — Laeliocattleya — Otaara — Potinara — Schombocattleya — Sophrocattleya — Sophrolaelia — Sophrolaeliocattleya
- Подтриба: Meiracyllinae
  - Роды: Meiracyllium
- Подтриба: Pleurothallidinae
  - Роды: Barbosella — Barbrodia — Brachionidium — Chamelophyton — Dracula — Dresslerella — Dryadella — Frondaria — Lepanthes — Lepanthopsis — Masdevallia — Myoxanthus — Octomeria — Ophidion — Physosiphon — Platystele — Pleurothallis — Porroglossum — Restrepia — Restrepiella — Restrepiopsis — Salpistele — Scaphosepalum — Stelis — Teagueia — Trichosalpinx — Trisetella — Zootrophion
- Подтриба: Sobraliinae
  - Роды: Epilyna — Elleanthus — Sertifera — Sobralia
- Подтриба: Не определена
  - Роды: Andinia — Barbrodria — Dimerandra — Draconanthes — Epibator — Jostia — Pygmaeorchis